# Urgezes
Urgezes es una freguesia portuguesa del concelho de Guimarães, con 4,62 km² de superficie y 5124 habitantes (2001). Su densidad de población es de 1 109,1 hab/km².

## Galería

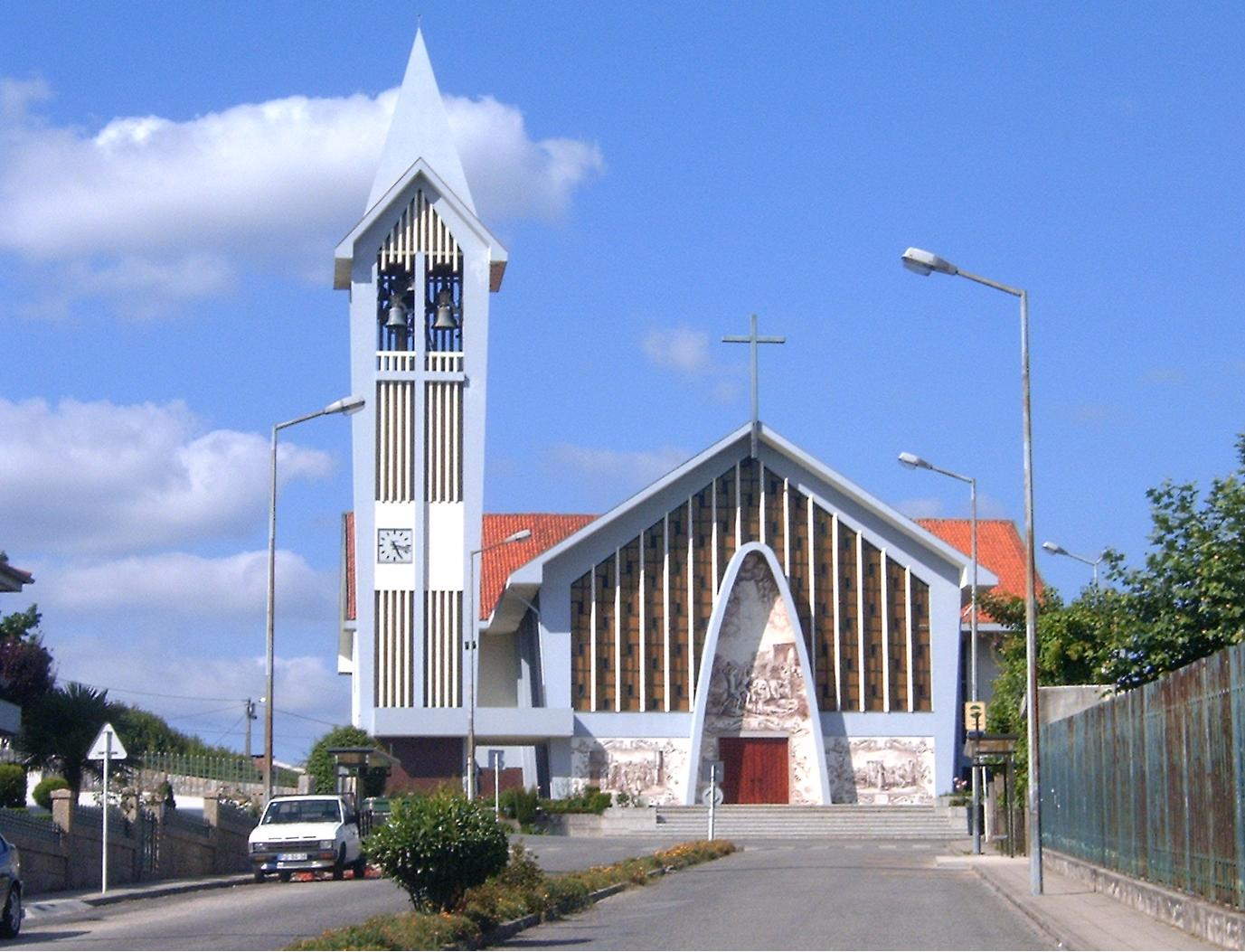
Iglesia nova, dedicada a Santo Estêvão